# Kalmar blodbad (1505)
För det senare blodbadet i Kalmar, se Kalmar blodbad (1599).
Kalmar blodbad (det tidigare) var en politiskt motiverad massavrättning som utfördes i Kalmar i juli 1505.
Upprinnelsen var att svenska herremän 1501 avsatte Hans (Johan II) som svensk kung och utsåg Sten Sture den äldre till riksföreståndare för andra gången. Danskarna gjorde flera misslyckade försök att tvinga tillbaka Sverige in unionen igen, men i maj 1504 slöts ett stillestånd i Köpenhamn, på det att förhandlingar skulle inledas i juni 1505 i Kalmar. Överläggningarna skulle föras mellan Danmarks, Norges och Sveriges riksråd i närvaro av unionskungen.
Oordningen i utbrytarstaten Sverige var stor. Sten Stures död 1503 hade komplicerat situationen, och Svante Nilsson (Sture)s val till efterträdare var ifrågasatt. Av den anledningen begärde det svenska riksrådet att sammankomsten skulle senareläggas. Kung Hans accepterade inte rådets begäran, utan reste till Kalmar tillsammans med de danska och norska riksråden. 
När det stod klart att svenskarna inte skulle komma tillsatte kungen en domstol och anklagade Svante Nilsson (Sture), Nils Klausson, Sten Kristersson, Trotte Månsson (Eka), Erik Turesson, Åke Hansson (Thott), Erik Johansson (Vasa), Tönne Eriksson (Thott) och Peder Turesson (Bielke) för majestätsbrott. De dömdes i sin frånvaro att förlora ära, frihet, privilegier och gods. För att demonstrera sin vrede och sätta skräck i upprorsmakarna lät han avrätta Kalmars borgmästare, rådmän och de mest betydande borgarna. Motiveringen var att de hade varit behjälpliga när staden intagits av svenskarna 1503. Dessa avrättningar har kommit att kallas "Kalmar blodbad".